# Kościół Trójcy Przenajświętszej w Borkowie
Kościół Trójcy Przenajświętszej w Borkowie – zabytkowy kościół katolicki w Borkowie. Jest kościołem parafialnym (parafia pw. Trójcy Przenajświętszej) i należy do diecezji łomżyńskiej (Dekanat Kolno). Powstał w latach 1923–1932.